# Роуґ: Дикий край
«Роуґ: Дикий край» (англ. Rogue: The Savage Land) — обмежена серія коміксів 2025 року, видана Marvel Comics. У центрі історії — Роуґ, а події розгортаються у Дикому краю під час  сюжетної лінії Кріса Клермонта про Людей Ікс (комікс слугує доповненням до подій, описаних у випусках Uncanny X-Men #274–275, де Роуґ та Магнето мали короткочасний роман). Сценаристом виступив Тім Сілі, а художницею — Зулема Лавіна.

## Історія публікації
Серію було анонсовано у вересні 2024 року. Тім Сілі описав роботу над нею як «роботу мрії» та «ідеальну можливість у Marvel». Художниця Зулема Лавіна, переможниця конкурсу Marvel Art Atelier, дебютувала в Marvel саме з цією серією. Обкладинки, створені Кааре Ендрюсом, стилістично нагадують роботи Джима Лі з 1980-х років.

## Сюжет
Після подій Uncanny X-Men #247, Роуґ опиняється у Дикому краю без своїх мутантських здібностей. У цьому небезпечному середовищі, населеному динозаврами та мутантами, вона змушена покладатися лише на свої навички виживання. Роуґ об'єднується з Магнето та Ка-Заром, щоб протистояти загрозі, що нависла над Диким краєм.

## Персонажі
- Роуґ — центральна героїня, яка бореться за виживання без своїх сил.
- Магнето — відомий як «Майстер магнетизму», виступає як союзник Роуґ у цій пригоді.
- Ка-Зар — володар джунглів Дикого краю, приєднується до Роуґ у боротьбі проти спільного ворога.
- Заладейн — антагоністка, яка загрожує миру в Дикому краю.

## Огляди
Серія отримала загалом позитивні відгуки, з рейтингом 8.5 на Comic Book Roundup. Критики відзначили глибоке розкриття персонажа Роуґ та її внутрішній монолог, який додає емоційної глибини історії.